# Sure (chanson)
Pour les articles homonymes, voir Sure.
Singles de Every Little Thing
Pray / Get Into a Groove
(2000) Rescue Me / Smile Again
(2000)
Sure (titré en minuscules) est le quatorzième single du groupe Every Little Thing.

## Détails
Le single sort le 1er janvier 2000 au Japon sur le label Avex Trax, un mois et demi seulement après le précédent single du groupe, Pray / Get Into a Groove. C'est son deuxième single à sortir au format maxi single de 12 cm de diamètre, nouvelle norme pour les singles dans ce pays. Il atteint la 3e place du classement hebdomadaire des ventes de l'Oricon, et y reste classé pendant huit semaines.
Le single contient deux chansons et leurs versions instrumentales ; pour une fois, le rôle de Mitsuru Igarashi dans leur création est très limitée. La chanson-titre Sure a été utilisée comme générique du drama Virtual Girl. Elle figurera dans une version réarrangée (sous-titrée "Orchestra Version") sur le troisième album du groupe, Eternity, où en figure également une deuxième version remixée sous-titrée "Are you sure? Mix". Elle figurera ensuite dans sa version originale sur les compilations Every Ballad Songs de 2001 et Every Best Single 2 de 2003, ainsi que sur la compilation de singles Every Best Single - Complete de 2009. Elle sera aussi remixée sur les albums de remix Super Eurobeat Presents Euro Every Little Thing de 2001 et The Remixes III: Mix Rice Plantation de 2002.
La chanson en "face B", Switch, figurera aussi dans une version remaniée ("Album Mix") sur l'album Eternity.

## Liste des pistes
Toutes les paroles sont écrites par Kaori Mochida.
| CD    | CD                                 | CD                      | CD    | CD | CD | CD | CD | CD | CD |
| No    | Titre                              | Musique et arrangements | Durée |    |    |    |    |    |    |
| ----- | ---------------------------------- | ----------------------- | ----- | -- | -- | -- | -- | -- | -- |
| 1.    | Sure (sure)                        | Every Little Thing      | 4:57  |    |    |    |    |    |    |
| 2.    | Switch (switch)                    | Ichirō Itō              | 4:18  |    |    |    |    |    |    |
| 3.    | Sure (Instrumental) (sure ...)     | Every Little Thing      | 4:56  |    |    |    |    |    |    |
| 4.    | Switch (Instrumental) (switch ...) | Ichirō Itō              | 4:14  |    |    |    |    |    |    |
| 18:25 |                                    |                         |       |    |    |    |    |    |    |